# Eurhopalothrix brevicornis
Eurhopalothrix brevicornis är en myrart som först beskrevs av Carlo Emery 1897.  Eurhopalothrix brevicornis ingår i släktet Eurhopalothrix och familjen myror. Inga underarter finns listade i Catalogue of Life.